# Burg Werle
Die Burg Werle (Orle, Wurle) ist eine ehemalige Burganlage nahe dem Kassower Ortsteil Werle, nordwestlich der Stadt Güstrow in der Nähe der Warnow. An dieser Stelle befindet sich heute ein künstlich aufgeschütteter Hügel mit einem seit 1856 dort liegenden, etwa 6 Tonnen schweren Granitfindling.

## Geschichte
Sie war einst Regierungssitz der Fürsten von Werle und wurde um das Jahr 600 von hier ansässigen Slawen gebaut und wahrscheinlich im 13. Jahrhundert aufgegeben. Die schwer einzunehmende Burg war im Zuge der deutschen Ostkolonisation hart umkämpft und wurde mehrfach belagert und eingenommen. So soll Heinrich der Löwe die Burg 1160 durch eine List eingenommen und dabei den Slawenfürsten Niklot getötet haben. Dessen Söhne Pribislaw I. und Wertislaw erhielten die Burg zurück, mussten sie aber bereits 1163 wieder aufgeben. Wertislaw geriet im Winter 1163, als Heinrich der Löwe einen Straffeldzug gegen das Brüderpaar durchführte, bei der Verteidigung der Burg Werle in die Gefangenschaft des Herzogs. Nach erfolgreichem Friedensschluss ging die Burg endgültig an Pribislaw I.

## Weblink
- Geschichtliches über Werle